# Camden (New Jersey)
Camden – miasto w Stanach Zjednoczonych, w stanie New Jersey, nad rzeką Delaware, tuż na wschód od Filadelfii; siedziba administracyjna hrabstwa Camden. Zaliczane do obszaru metropolitalnego Filadelfia-Camden-Wilmington. W 2000 roku liczyło prawie 80 tys. mieszkańców.
Camden zostało założone w 1626 roku. Prawa miejskie otrzymało 13 lutego 1828 roku. Miejscowość była częścią hrabstwa Gloucester aż do 13 marca 1844 roku, kiedy utworzono nowe hrabstwo Camden.
Camden jest jednym z najbiedniejszych miast w Stanach Zjednoczonych. Około 40% mieszkańców żyje poniżej granicy ubóstwa. W 2008 roku Camden odnotowało najwyższy wskaźnik przestępczości w kraju (2333 brutalnych przestępstw na 100 tys. mieszkańców, podczas gdy średnia krajowa to 455 na 100 tys. mieszkańców). W mieście rozwinął się przemysł stoczniowy, elektrotechniczne, chemiczny oraz elektroniczny.
W mieście znajduje się okręt-muzeum USS New Jersey (BB-62).

## Urodzeni w Camden
- Sheena Tosta – amerykańska lekkoatletka, płotkarka

## Miasta partnerskie
- Playa del Carmen